# Pichique
Pichique är en ort i Mexiko.   Den ligger i kommunen Balleza och delstaten Chihuahua, i den nordvästra delen av landet, 1 100 km nordväst om huvudstaden Mexico City. Pichique ligger 2 221 meter över havet och antalet invånare är 280.
Terrängen runt Pichique är huvudsakligen kuperad, men norrut är den platt. Pichique ligger nere i en dal. Runt Pichique är det mycket glesbefolkat, med 3 invånare per kvadratkilometer. Pichique är det största samhället i trakten. Omgivningarna runt Pichique är i huvudsak ett öppet busklandskap.